# Proporczyk (lanca)

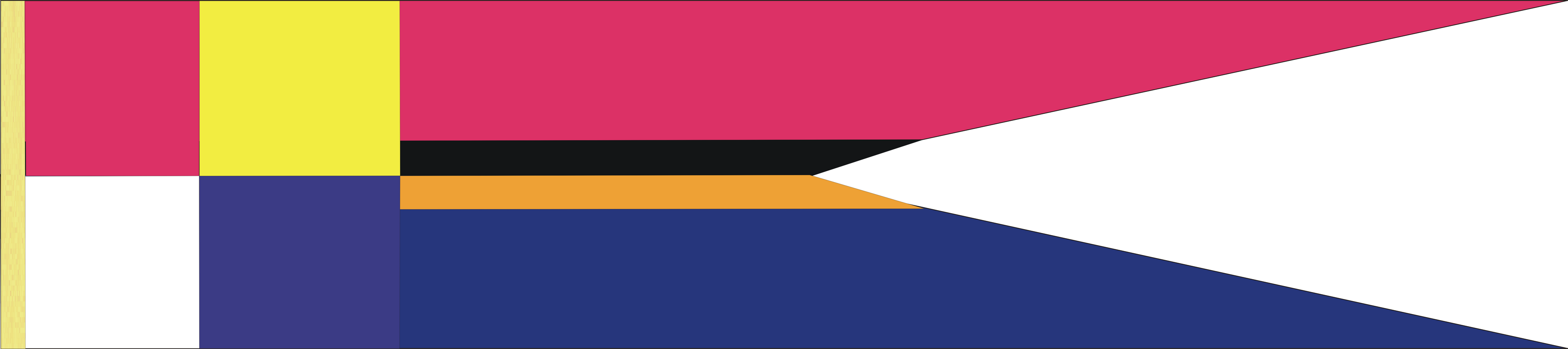
Proporczyk dowództwa 7 ppanc

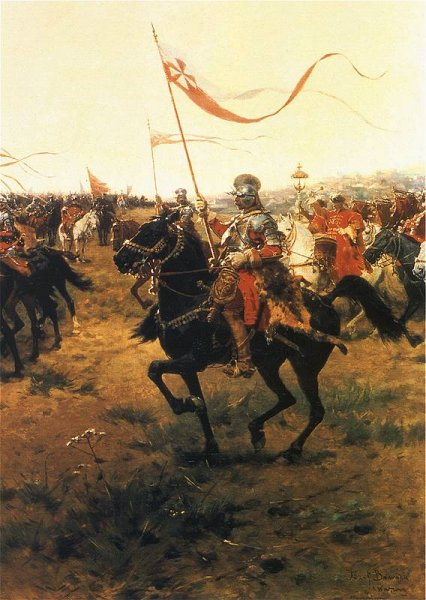
Proporczyk na husarskiej kopii

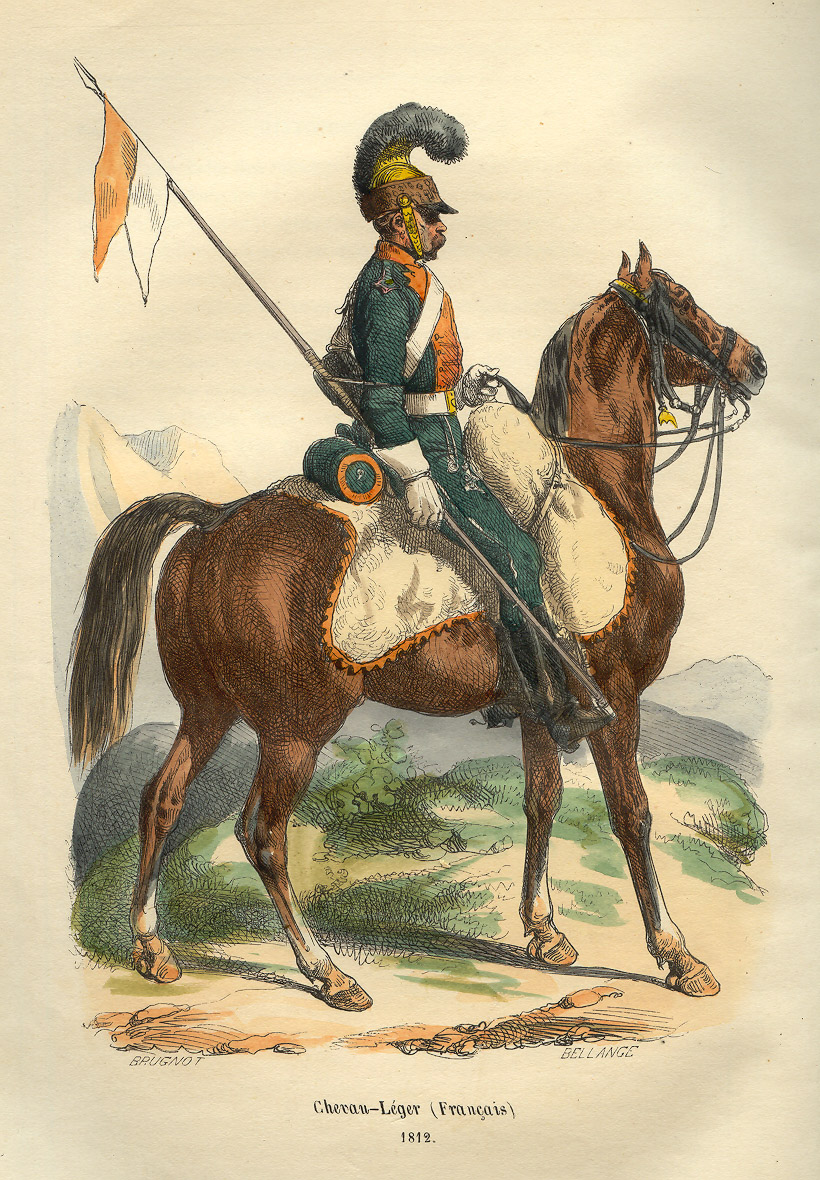
Proporczyk na lancy lansjera

Proporczyk, proporzec – chorągiewka o trójkątnym kształcie (czasem również w kształcie litery M), przywiązywana tradycyjnie do lanc kawaleryjskich.
Nazwę proporzec w XIV–XV wieku stosowano do włóczni z chorągiewką umieszczoną pod grotem.
Kopie husarskie XVII i XVIII wieku posiadały bardzo długie i wąskie proporce z długim, trójkątnym wycięciem. Wykonane były na ogół z jedwabiu (kitajki) i miały różne kolory. Proporce lanc ułańskich XVIII i XIX wieku były niewielkie, różnokolorowe, wycięte na dwa szpice, w większości przypadków wykonane z płótna.
W XX wieku w Wojsku Polskim przyczepiana także do anten wozów bojowych. Zwyczaj ten przetrwał do dzisiaj.

## Armia Księstwa Warszawskiego
W wojsku Księstwa Warszawskiego ułani pod grotem lancy zawieszali proporczyk, który spełniał nie tylko funkcję identyfikacyjną, ale także był przydatny podczas walki. Furkot proporczyka płoszył bowiem nieprzyjacielskie wierzchowce, a poruszający się migotliwy kształt maskował kierunek pchnięcia.
W pułkach ułanów nie istniał system przypisujący oddziałom określonych barw. Decydowali o nich dowódcy pułku. Mogli oni też uwzględniać różnice pomiędzy szwadronami. Najpopularniejszą kombinacją był proporczyk czerwono-biały. Bardzo często pojawiał się też zestaw czerwono-biało-niebieski w różnych kombinacjach. Dwa pułki dodawały do niebieskiego i czerwieni kolor żółty. Większość litewskich pułków miała proporczyki biało-niebieskie. Kompanie wyborcze różnych pułków posiadały niekiedy proporczyki niebiesko-czerwone.

## Wojsko Polskie II RP
W Wojsku Polskim II RP w 1939 istniało pięć zasadniczych rodzajów proporczyków do lanc, składających się z:
- dwóch poziomych, równoległych pasów
- trzech poziomych, równoległych pasów
- czterech poziomych, równoległych pasów
- trzech trójkątów
- jednego wykroju jednobarwnej tkaniny

Liczba części składowych poszczególnych proporczyków oraz ich barwa odpowiadały proporczykom na kołnierzach kurtek sukiennych, zatwierdzonych dla oddziałów jezdnych.
Wymiary proporczyka do lancy:
- długość proporczyka mierzona wzdłuż górnych i dolnych krawędzi – 75 cm
- długość proporczyka mierzona środkiem do wycięcia – 25 cm
- szerokość proporczyka – 20 cm
- szerokość środkowego paska szerszego – 4 cm
- szerokość każdego środkowego paska węższego – 2 cm

W Dzienniku Rozkazów MSWojsk. nr 8 z 1928 poz. 25 ustanowiono:
W celu oznaczania dowództw oddziałów formacyj kawalerii i artylerii podczas pochodów i postojów winny one używać:
- dowództwa pułków kawalerii: proporczyki barwy pułkowej, z czterema kwadratowymi połami barwy amarantowej, żółtej, białej i chabrowej;
- dowództwa szwadronu kawalerii: proporczyki barwy pułkowej, z jednem polem kwadratowym barwy porządkowej szwadronu (1 szwadron amarantowy, 2 biały, 3 żółty, 4 chabrowy);
- dowództwa pułków artylerii: proporczyki czarno-zielone, z napisami numeracji w kolorze białym;
- dowództwa dyonów i baterii artylerii: proporczyki czarno-zielone, skośnie ścięte, z napisami numeracji w kolorze białym;
- dowództwa dyonów i bateryj artylerii konnej:proporczyki czarno-szkarłatne, z napisami numeracji w kolorze białym;
- dowództwa szwadronów pionierów: proporczyki szkarłatno - czarne, z jednem polem kwadratowym barwy czarnej z obwódką szkarłatną;
- dowództwa szwadronów samochodów pancernych: proporczyki czarno-pomarańczowe, z jednym polem kwadratowem barwy czarnej z obwódką pomarańczową;
- dowództwa szwadronów karabinów maszynowych: proporczyki barwy pułku kawalerii, z jednym polem kwadratowym barwy czarnej z pionową białą wypustką pośrodku;
- dowództwa plutonów łączności przy pułkach kawalerii: proporczyki barwy danego pułku kawalerii, z jednem polem kwadratowem barwy czarnej z białą ośmioramienną gwiazdą;

Drzewce do proporczyków mają mieć kształt i wymiary lancy kawaleryjskiej.

## Proporce w ludowym Wojsku Polskim
Początkowo kawaleria ludowego Wojska Polskiego lanc nie posiadała, jednakże rozkaz dowódcy 1 KPSZ w ZSRR nr 13 z 24 października 1943 przewidywał wyposażenie kawalerii w proporczyki na lance o barwach narodowych. Pierwsze lance sporządzono prowizorycznie. Po wkroczeniu na dawne tereny polskie uzyskano pewną liczbę lanc z okresu międzywojennego, które wożono jako oznaki poszczególnych szwadronów. Z czasem proporczyki o barwach narodowych zaczęto zastępować proporczykami o barwach pułków lub szwadronów specjalnych, na których zaznaczono numer szwadronu albo baterii. Proporce szwadronowe miały wygląd prostokąta z wycięciem, złożonego jakby z dwóch części: od strony wycięcia proporzec był dwukolorowy o barwach pułku.
Poszczególne szwadrony oznaczano barwami: 1 szwadron – czerwony, 2 szwadron – biały, 3 szwadron – żółty, 4 szwadron – niebieski, szwadron ckm – czarny. Dowództwo 1 SBK używało proporca w formie biało-czerwonego trójkąta, a po utworzeniu 1 WDK proporca złożonego od strony wycięcia z części biało-czerwonej, a od strony drzewca z kwadratu podzielonego na cztery pola oznaczające pułki. W górnym rzędzie: pole czerwone z cyfrą 1 oznaczało 1 puł, pole białe z cyfrą 2 – 2 puł; w dolnym rzędzie: pole żółte z cyfrą 3 – 3 puł, pole czarne bez cyfry – 57 pak.